# نیمتشوویتسه
نیمتشوویتسه (به چکی: Němčovice) یک منطقهٔ مسکونی در جمهوری چک است که در ناحیه روکیتسانی واقع شده‌است. نیمتشوویتسه ۱۱ کیلومتر مربع مساحت و ۱۱۹ نفر جمعیت دارد و ۳۹۵ متر بالاتر از سطح دریا واقع شده‌است.